# Arvid Drake (1619–1687)
Arvid Drake af Hagelsrum, född den 11 maj 1619 i Graby, Sunds socken, Ydre härad, död den 4 augusti 1687 på Forsnäs, Sunds socken, var en svensk adelsman och officer.
Arvid Drake var son till ryttmästaren och ståthållaren på Jönköpings slott Knut Drake af Hagelsrum och dennes första hustru Helga Månsdotter. Liksom fadern gick Arvid den militära banan och blev fänrik vid Jönköpings regemente 1640, löjtnant vid samma regemente 1643 samt slutligen kaptenlöjtnant vid Adelsfanan och deltog som sådan i trettioåriga kriget. 
Drake ägde egendomarna Forsnäs, Södra Målen och Tovarp i Östergötland. Genom sitt gifte med änkan Märta Ersdotter Ribbing (1611–1662) blev han även ägare till herrgården Ribbingshov i Norra Vi socken. Makarna Drake fick fyra söner, vilka alla blev militärer och alla dog barnlösa, varmed denna gren av ätten Drake af Hagelsrum utslocknade.
I Sunds kyrka finns Arvid Drakes begravningsvapen. Texten lyder: "Hans Kongl. Maij:ts tro Tienare och fordom Capitein Leutnant aff Cavaleriet den Edle och väll borne herre her Arvid Drake till forsnääs, födh uppå graby åhr 1619 den 11. Maii och i herranom af sombnat uppå forsnääs Anno 1687 den 4 Augustii."